# Walckenaeria mengei
Walckenaeria mengei là một loài nhện trong họ Linyphiidae.
Loài này thuộc chi Walckenaeria. Walckenaeria mengei được Friedrich Wilhelm Bösenberg miêu tả năm 1902.